# 蒂让碧错
蒂让碧错（藏語：དེའུ་རངས་བུལ་མཚོ།，威利转写：de'u rangs bul mtsho，THL：Deurang Bültso）位于中国西藏自治区那曲地区双湖县境内，地处双湖县南部，唐古拉山西段一山间盆地内。湖面海拔4840米，面积22.1平方公里。湖形狭长，湖中多沙质小岛。湖区年均气温-6℃左右，年均降水量约200毫米。湖水主要靠地表径流补给，集水区面积775.9平方公里。目前已趋于消亡，有水处，清澈见底。湖水中富含钾、硼等资源。